# Јунион (Охајо)
Јунион (енгл. Union) град је у америчкој савезној држави Охајо.

## Демографија
По попису из 2010. године број становника је 6.419, што је 845 (15,2%) становника више него 2000. године.
| Група             | 2000.         | 2010.         |
| Белци             | 5.358 (96,1%) | 5.914 (92,1%) |
| Афроамериканци    | 51 (0,9%)     | 232 (3,6%)    |
| Азијати           | 20 (0,4%)     | 43 (0,7%)     |
| Хиспаноамериканци | 66 (1,2%)     | 105 (1,6%)    |
| Укупно            | 5.574         | 6.419         |